# Tabuda varia
Tabuda varia är en tvåvingeart som först beskrevs av Walker 1848.  Tabuda varia ingår i släktet Tabuda och familjen stilettflugor. Inga underarter finns listade i Catalogue of Life.